# Arkys sibil
Espèce
Synonymes
- Archemorus sibil Chrysanthus, 1971

Arkys sibil est une espèce d'araignées aranéomorphes de la famille des Arkyidae.

## Distribution
Cette espèce est endémique de Nouvelle-Guinée occidentale en Indonésie,. Elle se rencontre vers Oksibil à 1 260 m d'altitude.

## Description
La carapace de la femelle holotype mesure 2,3 mm de long sur 2,0 mm et l'abdomen 4,0 mm de long sur 5,0 mm.

## Étymologie
Son nom d'espèce lui a été donné en référence au lieu de sa découverte, Ok Sibil.

## Publication originale
- Chrysanthus, 1971 : Further notes on the spiders of New Guinea I (Argyopidae). Zoologische Verhandelingen vol. 113, p. 1-52.